# فرودگاه منطقه‌ای دانشگاه اوبرن
فرودگاه منطقه‌ای دانشگاه اوبرن (به انگلیسی: Auburn University Regional Airport) (به زبان بومی: Auburn–Opelika Airport) یک فرودگاه همگانی بهره‌برداری هوایی با کد یاتا AUO است که یک باند فرود آسفالت دارد و طول باند آن ۱۲۱۹ متر است. این فرودگاه در شهر آوبرن (آلاباما) کشور ایالات متحده آمریکا قرار دارد و در ارتفاع ۲۳۷ متری از سطح دریا واقع شده‌است.